# Bali Sou
Bali Sou (ur. 6 grudnia 2001) – kambodżański zapaśnik, irańskiego pochodzenia, walczący w obu stylach. Zajął osiemnaste miejsce na mistrzostwach świata w 2023 roku. 
Siódmy na igrzyskach azjatyckich w 2022. Złoty medalista igrzysk Azji Południowo-Wschodniej w 2021 i 2023. Pierwszy na mistrzostwach Azji Południowo-Wschodniej w 2022 i 2023. 
Trzeci na mistrzostwach Azji U-23 w 2023 roku.